# بادئة سلسلة كثيب
بادئة سلسلة كثيب (بالإنجليزية: Dune prequel series)‏ هي سلسلة من ثلاثيات الروايات التي كتبها برايان هربرت وكيفن أندرسون. تدور أحداث الروايات في عالم كثيب الذي ابتكره فرانك هربرت، وتدور أحداثها في فترات زمنية مختلفة قبل روايات هربرت الست الأصلية وبينها، والتي بدأت برواية كثيب عام 1965. في عام 1997، أبرمت كتب بانتام صفقة بقيمة 3 ملايين دولار مع المؤلفين لثلاث روايات بادئة لكثيب، تستند جزئيًا إلى ملاحظات تركها فرانك هربرت، والتي ستُعرف باسم ثلاثية بادئة كثيب. بدءًا من كثيب: آل آتريديز عام 1999، نشر الثنائي 15 رواية تمهيدية لكثيب حتى الآن.
غالبًا ما يُستشهد برواية كثيب باعتبارها رواية الخيال العلمي الأكثر مبيعًا في التاريخ، وفازت بجائزة هوغو عام 1966 وجائزة نيبولا الافتتاحية لأفضل رواية. كتب هربرت خمسة أجزاء تالية قبل وفاته عام 1986.
نشر بريان هربرت وأندرسون أيضًا صيادو كثيب (2006) وديدان رمال كثيب (2007)، وهي تتمة لرواية فرانك هربرت الأخيرة مقر الأخوية (1985) والتي تكمل التقدم الزمني لسلسلته الأصلية وتختتم القصص التي بدأت مع هراطقة كثيب (1984).

## بادئة كثيب
بادئة كثيب هي ثلاثية روايات بادئة كتبها برايان هربرت وكيفن أندرسون، تدور أحداثها في عالم كثيب للكاتب فرانك هربرت.
الكتب في السلسلة هي:
- كثيب: آل آتريديز (1999)
- كثيب: آل هاركونن (2000)
- كثيب: آل كورينو (2001)

## أساطير كثيب
أساطير كثيب هي ثلاثية روايات بادئة كتبها برايان هربرت وكيفن أندرسون، تدور أحداثها في عالم كثيب للكاتب فرانك هربرت.
الكتب في السلسلة هي:
- الجهاد البطلري (2002)
- الحملة الآلية (2003)
- معركة كورين (2004)

## أبطال كثيب
أبطال كثيب هي ثلاثية روايات بادئة كتبها برايان هربرت وكيفن أندرسون، تدور أحداثها في عالم كثيب للكاتب فرانك هربرت.
الكتب في السلسلة هي:
- بول كثيب (2008)
- رياح كثيب (2009)
- أميرة كثيب (2023)

## مدارس كثيب العظيمة
مدارس كثيب العظيمة هي ثلاثية روايات بادئة كتبها برايان هربرت وكيفن أندرسون، تدور أحداثها في عالم كثيب للكاتب فرانك هربرت.
الكتب في السلسلة هي:
- أخواتية كثيب (2012)
- عقول كثيب (2014)
- ملاحو كثيب (2016)

## كلادان
في يوليو 2020، قدم هربرت وأندرسون ثلاثية جديدة من الروايات التمهيدية تسمى ثلاثية كلادان، والتي تدور أحداثها بعد كثيب: آل كورينو (2001) وقبل كثيب (1965).
الكتب في السلسلة هي:
- دوق كلادان (2020)
- ليدي كلادان (2021)
- وريث كلادان (2022)

## الاستقبال
في عام 2011، وصفت مجلة بابليشرز ويكلي السلسلة بأنها «صرح مترامي الأطراف بناه ابن فرانك هربرت وأندرسون على أساس روايات كثيب الأصلية». كتب جون ميشود من مجلة ذا نيو يوركر في عام 2013، «إن تحويل كثيب إلى امتياز، في حين يرضي القراء ويكسب حقوق الملكية لعائلة هربرت، قد قطع شوطًا طويلاً نحو إخفاء قوة الرواية الأصلية».

## وصلات خارجية
- Fischer، William (4 نوفمبر 2021). "How to Read the Dune Books in Chronological Order". Collider. مؤرشف من الأصل في 2023-11-09. اطلع عليه بتاريخ 2021-11-10.